# 스즈키 브루노
스즈키 브루노(일본어: 鈴木 ブルーノ, 1990년 5월 20일 ~ )는 일본의 축구 선수이다.

## 구단 경력
알비렉스 니가타, FC 마치다 젤비아, FC 기후에서 활동하였다.